# Darkness Visible - The Warning
Darkness Visible - The Warning är en EP med det amerikanska symphonic power metal-bandet HolyHell, utgiven 26 juni 2012 av skivbolaget Magic Circle Music.

## Låtlista
1. "Lucifer's Warning" – 6:18
2. "Accept the Darkness" – 5:52
3. "Haunted" – 6:27
4. "Armageddon (Live)" – 6:54

## Medverkande
Musiker (HolyHell-medlemmar)
- Maria Breon – sång
- Joe Stump – gitarr
- Jay Rigney – basgitarr
- John Macaluso – trummor
- Francisco Palomo – keyboard

Produktion
- Francisco Palomo – producent, ljudtekniker
- Ronald Prent – ljudmix
- Darcy Proper – mastering